# ۱۴۶۶ (میلادی)
۱۴۶۶ (میلادی) هزار وچهارصد و شصت و ششمین سال تقویم میلادی است.

## درگذشتگان
- ۱۳ دسامبر – دوناتلو، هنرمند، نقاش، و مجسمه‌ساز ایتالیایی (ز. ۱۳۸۶)